# Elisabetta Rasy
Elisabetta Rasy est une journaliste et écrivain italienne née à Rome le 16 septembre 1947.

## Biographie
Rasy Élisabeth est née et vit à Rome.
Elle se consacre à la littérature féminine et féministe, et a écrit plusieurs ouvrages de fiction, parfois avec des passages autobiographiques non explicites.
Ses œuvres sont traduites en plusieurs langues. Elle est la mère du poète Carlo Carabba.
Elle a fondé avec Pier Vittorio Tondelli, Jay McInerney et Alain Elkann la revue Panta, et collaboré avec des journaux tels que La Stampa, Panorama, l'hebdomadaire Sette du Corriere della Sera.
Comme critique, elle a su appréhender et rendre hommage aux différents aspects des femmes qui écrivent, de vrais classiques du XXe siècle aux démarches moins évidentes. Elle s'est consacrée, par exemple, à faire des portraits littéraires de Carson McCullers, Flannery O'Connor, Anna Akhmatova, Marina Cvetaeva, Edith Wharton, Nina Berberova, Ágota Kristóf, Zhang Ailing, Jamaica Kincaid, parmi les italiennes, Elsa Morante, Anna Maria Ortese et Cristina Campo et pour les peintres Frida Kahlo et Emilia Zampetti Nava.

## Œuvres en français
- La Première extase, [« La Prima estasi »], trad. de Nathalie Castagné, Paris, Éditions Rivages, coll. « Littérature étrangère », 1987, 127 p.  (ISBN 2-86930-091-3)
- La Fin de la bataille, [« Il Finale della battaglia »], trad. de Nathalie Castagné, Paris, Éditions Rivages, coll. « Littérature étrangère », 1988, 147 p.  (ISBN 2-86930-172-3)
- L’Autre Maîtresse, [« L'altra amante »], trad. de Nathalie Castagné, Paris, Éditions Rivages, coll. « Littérature étrangère », 1992, 92 p.  (ISBN 2-86930-597-4)[1]
- Transports, [« Mezzi di trasporto »], trad. de Françoise Brun, Paris, Éditions Payot & Rivages, coll. « Littérature étrangère », 1994, 161 p.  (ISBN 2-86930-819-1)[2]
- Trois passions, [« Ritratti di signora : tre storie di fine secolo »], trad. de Nathalie Bauer, Paris, Éditions du Seuil, 1997, 261 p.  (ISBN 2-02-026169-3)[3]
- Pausilippe, [« Posillipo »], trad. de Nathalie Bauer, Paris, Éditions du Seuil, 1998, 171 p.  (ISBN 2-02-032615-9)[4]
- La Citoyenne de l’ombre, [« L'ombra della luna »], trad. de Nathalie Bauer, Paris, Éditions du Seuil, 2001, 203 p.  (ISBN 2-02-041387-6)[5]
- Entre nous, [« Tra noi due »], trad. de Nathalie Bauer, Paris, Éditions du Seuil, 2004, 182 p.  (ISBN 2-02-062817-1)
- La Science des adieux, [« La scienza degli addii »], trad. de Nathalie Bauer, Paris, Éditions du Seuil, 2007, 252 p.  (ISBN 978-2-02-085874-8)[6]
- L’Obscure Ennemie, [« L'estranea »], trad. de Nathalie Bauer, Paris, Éditions du Seuil, 2010, 129 p.  (ISBN 978-2-02-097892-7)[7]
- Un hiver à Rome, [« Molta luce in pieno inverno »], trad. de Nathalie Bauer, Paris, Éditions du Seuil, coll. « Cadre vert », 2014, 120 p.  (ISBN 978-2-02-108442-9)

## Sources
- (it) Cet article est partiellement ou en totalité issu de l’article de Wikipédia en italien intitulé « Elisabetta Rasy » (voir la liste des auteurs).